# Acer leptophyllum
Acer leptophyllum är en kinesträdsväxtart som beskrevs av Wen Pei Fang. Acer leptophyllum ingår i släktet lönnar, och familjen kinesträdsväxter. Inga underarter finns listade i Catalogue of Life.